# Emmendingen (distrito)
Emmendingen é um distrito da Alemanha, na região administrativa de Friburgo, estado de Baden-Württemberg.

## Cidades e Municípios
- Cidades:

1. Elzach
2. Emmendingen
3. Endingen no Kaiserstuhl (Endingen am Kaiserstuhl)
4. Herbolzheim
5. Kenzingen
6. Waldkirch

- Municípios:

1. Bahlingen no Kaiserstuhl (Bahlingen am Kaiserstuhl)
2. Biederbach
3. Denzlingen
4. Forchheim
5. Freiamt
6. Gutach na Brisgóvia (Gutach im Breisgau)
7. Malterdingen
8. Reute
9. Rheinhausen
10. Riegel no Kaiserstuhl (Riegel am Kaiserstuhl)
11. Sasbach no Kaiserstuhl (Sasbach am Kaiserstuhl)
12. Sexau
13. Simonswald
14. Teningen
15. Vörstetten
16. Weisweil
17. Winden no Vale do Elz (Winden im Elztal)
18. Wyhl no Kaiserstuhl (Wyhl am Kaiserstuhl)